# Aslanbek Jushtov
Aslanbek Vitálievich Jushtov –en ruso, Асланбек Витальевич Хуштов– (Beloglinka, 1 de julio de 1980) es un deportista ruso de origen cabardino que compitió en lucha grecorromana.
Participó en los Juegos Olímpicos de Pekín 2008, obteniendo la medalla de oro en la categoría de 96 kg. Ganó dos medallas de bronce en el Campeonato Mundial de Lucha, en los años 2009 y 2010, y tres medallas de oro en el Campeonato Europeo de Lucha entre los años 2008 y 2010.

## Palmarés internacional
| Juegos Olímpicos   | Juegos Olímpicos    | Juegos Olímpicos  | Juegos Olímpicos |
| Año                | Lugar               | Medalla           | Categoría        |
| ------------------ | ------------------- | ----------------- | ---------------- |
| 2008               | Pekín (China)       | Medalla de oro    | 96 kg            |
| Campeonato Mundial |                     |                   |                  |
| Año                | Lugar               | Medalla           | Categoría        |
| 2009               | Herning (Dinamarca) | Medalla de bronce | 96 kg            |
| 2010               | Moscú (Rusia)       | Medalla de bronce | 96 kg            |
| Campeonato Europeo |                     |                   |                  |
| Año                | Lugar               | Medalla           | Categoría        |
| 2008               | Tampere (Finlandia) | Medalla de oro    | 96 kg            |
| 2009               | Vilna (Lituania)    | Medalla de oro    | 96 kg            |
| 2010               | Bakú (Azerbaiyán)   | Medalla de oro    | 96 kg            |